# Sô jezik
Sô jezik (kha so, thro, bru, makong, mang cong, mang-koong, mangkong, mankoong, so makon; ISO 639-3: sss), jezik naroda Sô koji se govori na obje obale Mekonga u Laosu i Tajlandu. Govori ga oko 172 000 ljudi, od čega 102 000 u Laosu (1993) u provincijama Khammouan, Thakhek i Savannakhet. U Tajlandu 70 000 (2006 Mahidol) u 53 sela.
Etnička grupa porijeklom je iz Laosa odakle su se nastanili i u Tajlandu. U Laosu se koriste termini Mangkong i Bru. Dijalekti: so trong, so slouy, so phong i so makon. Pismo: tajsko.
Pripada podskupini brou-so, široj skupini katu jezika.

## Vanjske poveznice
- Ethnologue (14th)
- Ethnologue (15th)